# Pro Ötztaler 5500
La Pro Ötztaler 5500 fue una carrera ciclista de un día que se disputaba en Sölden, Austria. Su primera, y única, edición se disputó en 2017 formando parte del UCI Europe Tour dentro de la categoría 1.1 y fue ganada por el checo Roman Kreuziger.
En diciembre de 2017 se anunció la cancelación de la carrera debido a la ausencia de presencia televisiva y conflictos con el calendario de la UCI.

## Palmarés
| Año  | Ganador         | Segundo      | Tercero        |
| ---- | --------------- | ------------ | -------------- |
| 2017 | Roman Kreuziger | Simon Špilak | Giulio Ciccone |

## Palmarés por países
| País            | Victorias |
| --------------- | --------- |
| República Checa | 1         |